# Kanton Oloron-Sainte-Marie-1
 Oloron-Sainte-Marie-1 is een kanton van het Franse departement Pyrénées-Atlantiques. Het kanton maakt deel uit van het arrondissement  Oloron-Sainte-Marie.  

 Het telt 19.941 inwoners in 2018.

Het kanton  werd gevormd ingevolge het decreet van 25  februari 2014 met uitwerking op 22 maart 2015 met Oloron-Sainte-Marie als hoofdplaats.

## Gemeenten
Het kanton Oloron-Sainte-Marie-1 omvatte bij zijn vorming 33 gemeenten  en een deel van Oloron-Sainte-Marie.
 De gemeenten Ance en Féas werden op 1 januari 2017 samengevoegd tot de fusiegemeene (commune nouvelle) Ance Féas.
Sindsdien omvat het kanton volgende gemeenten:
- Accous
- Agnos
- Ance Féas
- Aramits
- Aren
- Arette
- Asasp-Arros
- Aydius
- Bedous
- Bidos
- Borce
- Cette-Eygun
- Escot
- Esquiule
- Etsaut
- Eysus
- Géronce
- Geüs-d'Oloron
- Gurmençon
- Issor
- Lanne-en-Barétous
- Lées-Athas
- Lescun
- Lourdios-Ichère
- Lurbe-Saint-Christau
- Moumour
- Oloron-Sainte-Marie (hoofdplaats) ( deel : linkeroever )
- Orin
- Osse-en-Aspe
- Préchacq-Josbaig
- Saint-Goin
- Sarrance
- Urdos